# Carl-Erik Stern
Carl-Erik Johannes Stern, född 22 april 1907 i Skövde, död 10 februari 2001 i Åmål, var en svensk tandläkare, målare, grafiker och tecknare.
Han var son till köpmannen Eric Ferdinand Stern och Anna Maria Andersson och från 1932 gift med Ruth  Margareta Wikström. Efter studentexamen utbildade sig Stern till tandläkare i Tyskland och avlade tandläkarexamen i Bonn 1931 och i Sverige 1932. Vid sidan av sitt arbete var han verksam som konstnär och bedrev redan under Tysklands-åren självstudier inom konsten. Han företog dessutom ett antal studieresor till Spanien och Portugal. Separat ställde han ut i bland annat Filipstad, Tun i Skaraborg, Såtenäs och ett flertal gånger i Skövde. Tillsammans med Classe Campbell ställde han ut på Skövde konsthall 1954 och han medverkade i samlingsutställningar på Norrbottens museum 1939, Värmlands museum 1944 och i Decemberutställningen på Göteborgs konsthall 1950. Under sin mest aktiva period på 1950-talet utförde han flera monumentalmålningar i Skövde, en större väggmålning i temperateknik för Gullhögens matsal, väggmålningar för Drätselkammarens sessionssal, Göta salen på Göta trängregemente, och en oljemålning i Odd Fellows festsal samt en temperamålning på en tegelvägg i Habo kommunhus samlingssal. Som illustratör anlitades han för illustreringen av en turistbok om Skövde. Stern är representerad vid Vänersborgs museum.